# Lotus (álbum de Christina Aguilera)
Lotus é o sétimo álbum de estúdio da cantora estadunidense Christina Aguilera, lançado em 9 de Novembro de 2012 na Alemanha, através da RCA Records. O álbum é o primeiro projeto de Aguilera desde seu divórcio de Jordan Bratman. Suas músicas incorporam estilos pop com elementos de dance-pop e rock na forma de canções upbeat e baladas de piano. Aguilera descreveu o álbum como um "renascimento", obtendo inspiração de eventos em sua vida, sua participação em The Voice e seu divórcio. O álbum foi gravado no estúdio caseiro de Aguilera. Como produtora executiva, ela trabalhou com uma vasta gama de produtores, incluindo Alex da Kid, Max Martin, Lucas Secon e Tracklacers.
Após seu lançamento, Lotus recebeu avaliações geralmente mistas dos críticos musicais, que foram ambivalentes em relação às letras e acharam sua música convencional. Estreou na sétima posição da Billboard 200, vendendo 73.408 unidades em sua primeira semana. Internacionalmente, o álbum obteve desempenho moderado, alcançando o top dez no Canadá, Rússia, Suíça e Venezuela. Dois singles foram lançados do álbum na América do Norte. O carro-chefe, "Your Body", atingiu o top quarenta na maioria dos países. O segundo single, "Just a Fool", dueto com Blake Shelton, atingiu a 71ª posição da Billboard Hot 100. "Let There Be Love" foi lançada como single promocional, acompanhada de um videoclipe e uma carta ao seus fãs em agosto de 2013, alcançando o topo da tabela Dance Club Songs.

## Antecedentes

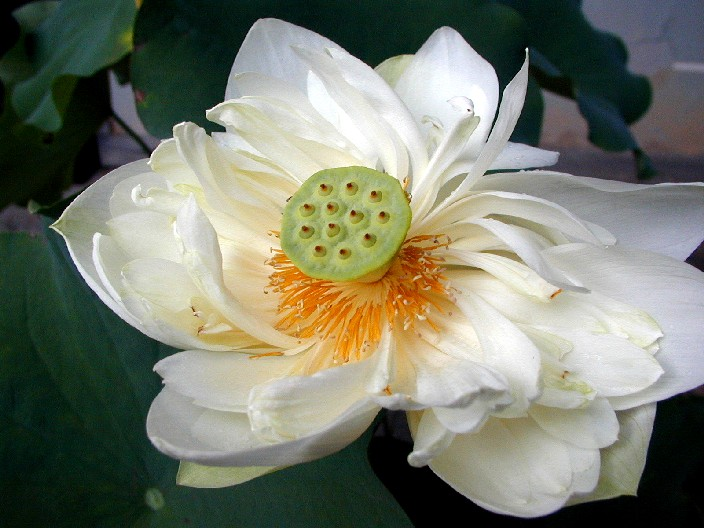
Aguilera descreveu o disco como a representação de uma flor inquebrável que sobrevive as mais duras condições e ainda prospera, em comparação à flor-de-lótus.

Após o fraco desempenho comercial de Bionic em 2010, que vendeu 308 mil cópias nos Estados Unidos de acordo com a Nielsen SoundScan, Aguilera protagonizou o filme Burlesque em conjunto com Cher. Em Novembro de 2010, a banda sonora oficial da película já tinha vendido mais de 593 mil unidades em território norte-americano. Em 2011, colaborou com a banda americana Maroon 5 na canção "Moves like Jagger", que permaneceu quatro semanas consecutivas na liderança da tabela musical Billboard Hot 100 e vendeu 11 milhões de cópias nos Estados Unidos, de acordo com a Nielsen SoundScan. Em Junho de 2021, a revista Billboard confirmou que a cantora estaria a trabalhar arduamente no sucessor de Bionic, e que o novo single tinha lançamento previsto para Agosto. A publicação confirmou ainda Max Martin como produtor da faixa de trabalho e algumas linhas do seu refrão. Meses mais tarde, a própria artista confirmou que estava a gravar o seu novo disco de originais e que "qualidade era mais importante que quantidade", concluindo que quis encontrar melodias "pessoais" para o registo. Numa entrevista, Christina falou sobre o processo de concepção do disco:
| “ | O álbum culminou em todas as experiências que vivi até ao momento. Passei por bastante coisa desde o lançamento do meu último projeto. Estar no programa The Voice, e um divórcio. Portanto, isto tudo é uma espécie de renascimento para mim. | ” |

A 17 de Agosto de 2012, Christina colocou uma foto na sua conta no Twitter com opções do seu guarda-roupa para a capa do projecto, que incluía um vestido com estampa de tigre. Cee Lo Green, colega de programa da artista em The Voice, foi cotado como um dos colaboradores do álbum, além de contar com a presença de Alex da Kid e Sia. Em Setembro, a editora RCA informou na sua página na Internet que Lotus seria editado para o dia 13 de Novembro e o novo single "Your Body" estreava em 14 de Setembro no On Air with Ryan Seacrest e seria disponibilizado para descarga digital três dias depois. Christina explicou o conceito do título como a representação "de uma flor inquebrável que sobrevive sob as mais duras condições e ainda prospera", fazendo comparação à flor-de-lótus.

## Singles
O single de avanço de Lotus, "Your Body", foi escrito por Savan Kotecha, Max Martin e Shellback, cuja produção esteve a cargo destes dois últimos. É uma canção de que deriva de origens estilísticas de R&B, mas também incorpora os géneros electrónicos com um traço de dubstep a meio da melodia. O seu vídeo musical, dirigido por Melina Matsoukas, foi gravado entre 20 e 21 de Agosto de 2012 em Los Angeles. Uma previsão do projecto final foi divulgado durante o programa The Voice a 17 de Setembro de 2012. O tema foi disponibilizado a 17 de Setembro na iTunes Store de vários países, incluindo Brasil, Estados Unidos e Portugal, e no dia seguinte, a RCA enviou-o para as rádios norte-americanas. A canção estreou na 33.ª posição da tabela musical Billboard Pop Songs na semana de lançamento.

## Alinhamento de faixas
| Edição padrão  |                                          | |                                   |         |  |
| N.º            | Título                                   | Compositor(es)                                                                                     | Produtor(es)                      | Duração |  |
| 1.             | "Lotus Intro"                            | Aguilera, Alexander Grant, Candice Pillay, Dwayne Abernathy                                        | Alex da Kid, Dem Jointz, Pillay   | 3:17    |  |
| 2.             | "Army of Me"                             | Christina Aguilera                                                                                 | Christina Aguilera, Jamie Hartman | 3:26    |  |
| 3.             | "Red Hot Kinda Love"                     | Aguilera, Lucas Secon, Olivia Waithe                                                               | Lucas Secon                       | 3:06    |  |
| 4.             | "Make The World Move" (com Cee Lo Green) | Grant, Pillay, Abernathy, Mike Del Rio, Jayson Dezuzio, Thomas Decarlo Callaway, Armando Trovajoli | Alex da Kid, Pillay               | 3:00    |  |
| 5.             | "Your Body"                              | Max Martin, Savan Kotecha, Shellback, Tiffany Amber                                                | Martin, Shellback                 | 3:59    |  |
| 6.             | "Let There Be Love"                      | Martin, Shellback, Kotecha, Amber                                                                  | Max Martin, Shellback             | 3:21    |  |
| 7.             | "Sing for Me"                            | Aguilera, Aeon Manahan, Virginia Blackmore                                                         | Ian Step Manahan                  | 4:00    |  |
| 8.             | "Blank Page"                             | Aguilera, Sia Furler, Chris Braide                                                                 | Braide                            | 4:06    |  |
| 9.             | "Cease Fire"                             | Aguilera, Grant, Pillay                                                                            | Alex da Kid, Pillay               | 4:07    |  |
| 10.            | "Around the World"                       | Aguilera, Dwayne Chin-Quee, Jason Gilbert                                                          | Dwayne Chin-Quee, Jason Gilbert   | 3:25    |  |
| 11.            | "Circles"                                | Aguilera, Grant, Pillay, Abernathy                                                                 | Alex Da Kid, Pillay               | 3:25    |  |
| 12.            | "Best of Me"                             | Aguilera, Grant, Pillay, Dezuzio                                                                   | Alex Da Kid, Pillay               | 4:08    |  |
| 13.            | "Just a Fool" (com Blake Shelton)        | Steve Robson, Claude Kelly, Wayne Hector                                                           | Steve Robson, Claude Kelly        | 4:13    |  |
| Duração total: | Duração total:                           | Duração total:                                                                                     | Duração total:                    | 47:29   |  |

| Edição deluxe  |                                   |                                                           |                     |         |  |
| N.º            | Título                            | Compositor(es)                                            | Produtor(es)        | Duração |  |
| 14.            | "Light Up the Sky"                | Aguilera, Grant, Pillay                                   | Alex da Kid, Pillay | 3:31    |  |
| 15.            | "Empty Words"                     | Aguilera, Busbee, Nikki Flores, Ali Tamposi               | Busbee              | 3:47    |  |
| 16.            | "Shut Up"                         | Aguilera, Grant, Pillay, Abernathy, Del Rio, Nate Campany | Alex da Kid, Pillay | 2:52    |  |
| 17.            | "Your Body" (Martin Garrix Remix) | Martin, Kotecha, Shellback, Amber                         | Martin, Shellback   | 5:12    |  |
| Duração total: | Duração total:                    | Duração total:                                            | Duração total:      | 62:52   |  |

## Desempenho nas tabelas musicais

### Posições
| Tabela musical (2012)                     | Melhor posição |
| ----------------------------------------- | -------------- |
| Alemanha - German Albums Chart            | 13             |
| Austrália - ARIA Albums Chart             | 19             |
| Áustria - Austrian Albums Chart           | 13             |
| Bélgica - Ultratop (Flandres)             | 26             |
| Bélgica - Ultratop (Valónia)              | 42             |
| Canadá - Canadian Albums Chart            | 7              |
| Coreia do Sul - South Korean Albums Chart | 20             |
| Dinamarca - Danish Albums Chart           | 23             |
| Escócia - Scottish Albums Chart           | 33             |
| Espanha - Spanish Albums Chart            | 13             |
| Estados Unidos - Billboard 200            | 7              |
| França - French Albums Chart              | 50             |
| Grécia - Greek Albums Chart               | 14             |
| Hungria - Hungarian Albums Chart          | 17             |
| Irlanda - Irish Albums Chart              | 29             |
| Itália - Italian Albums Chart             | 12             |
| Japão - Japanese Albums Chart             | 29             |
| México - Mexican Albums Chart             | 19             |
| Noruega - Norwegian Albums Chart          | 25             |
| Nova Zelândia - New Zealand Albums Chart  | 29             |
| Países Baixos - Dutch Albums Chart        | 12             |
| Portugal - Portuguese Albums Chart        | 23             |
| Reino Unido - UK Albums Chart             | 28             |
| Chéquia - Czech Albums Chart              | 16             |
| Rússia - Russian Albums Chart             | 6              |
| Suécia - Swedish Albums Chart             | 39             |
| Suíça - Swiss Albums Chart                | 10             |

| País           | Provedor | Certificação |
| -------------- | -------- | ------------ |
| Brasil         | PMB      | Ouro         |
| Canadá         | MC       | Ouro         |
| Estados Unidos | RIAA     | Ouro         |

## Histórico de lançamento
| País           | Data                   | Formato(s)           | Editora(s) discográfica(s) | Edição(ões)     |
| -------------- | ---------------------- | -------------------- | -------------------------- | --------------- |
| Alemanha       | 9 de Novembro de 2012  | CD, descarga digital | RCA                        | Padrão e deluxe |
| Reino Unido    | 12 de Novembro de 2012 | CD, descarga digital | RCA                        | Deluxe          |
| Portugal       | 12 de Novembro de 2012 | CD, descarga digital | RCA                        | Padrão, deluxe  |
| Brasil         | 13 de Novembro de 2012 | CD, descarga digital | RCA                        | Padrão, deluxe  |
| Estados Unidos | 13 de Novembro de 2012 | CD, descarga digital | RCA                        | Padrão, deluxe  |
| Reino Unido    | 13 de Novembro de 2012 | CD, descarga digital | RCA                        | Padrão          |
| Austrália      | 16 de Novembro de 2012 | CD, descarga digital | RCA                        | Deluxe          |